# سوسب غراهام

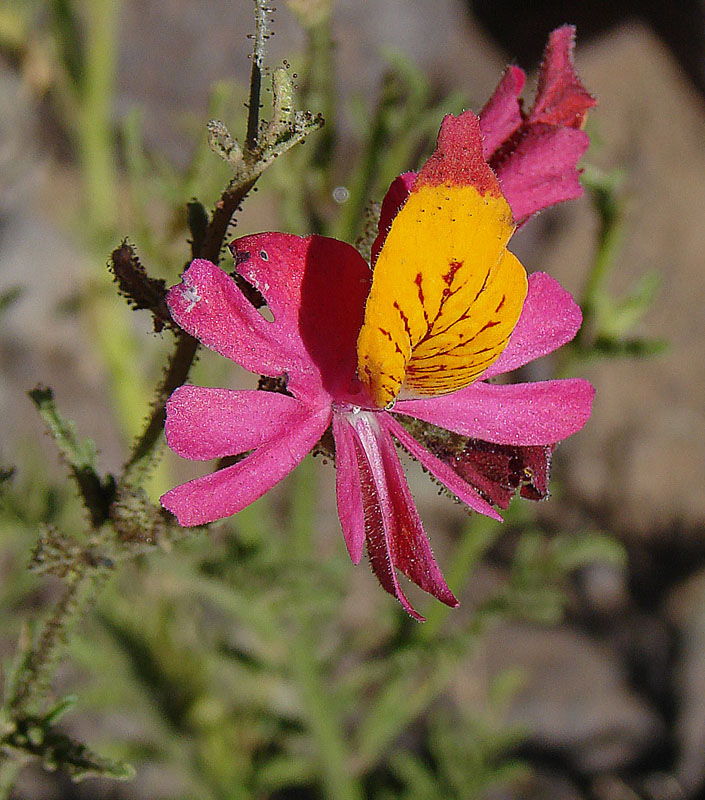

سوسب غراهام هو نوع من النباتات في جنس سوسب في الفصيلة الباذنجانية. يكرم اسم النوع العلمي الطبيب وعالم النبات الاسكتلندي روبرت جراهام (1786-1845).